# كتب جوجل
كتب جوجل (بالإنجليزية: Google Books)‏ هي خدمة عبر الإنترنت تقدمها جوجل، ولديها موارد مالية وتقنية كبيرة، وشهِد مجال نشاطها توسعا تدريجياً. تقوم جوجل بمسح نصوص كاملة للكتب وتخزينها في قاعدة بياناتها الرقمية. هذه الخدمة كانت سابقاً تُعرف باسم «طباعة جوجل» (Google Print) حينما قُدمت في معرض فرانكفورت للكتاب في أكتوبر 2004.
أثناء البحث في موقع جوجل، حينما تكون كلمة البحث المُدخلة مُقارِبة يقوم الموقع بعرض حتى ثلاث نتائج من بحث كتب جوجل. بالطبع يمكن للمستخدم أن يبحث عن كتب معينة في بحث كتب جوجل. بعد النقر على نتيجة بحث الكتب، تظهر واجهة من خلالها يستطيع المستخدم عرض صفحات من الكتاب بالإضافة إلى إعلانات تجارية لها علاقة بالموضوع وروابط لموقع الناشر والبائع على شبكة الإنترنت. نظراً لاعتبارات أمنية، يقوم جوجل بتحديد عدد الصفحات القابلة للعرض ويمنع أي محاولات لطباعة الصفحة أو نسخها نصياً عند خضوع النص لحقوق الملكية بالاعتماد على تتبع المستخدم.
تم الترحيب بمبادرة كتب جوجل لقدرتها على توفير وصول غير مسبوق إلى ما يمكن أن يصبح أكبر مجموعة عبر الإنترنت للمعرفة البشرية  وتعزيز إضفاء الطابع الديمقراطي على المعرفة. ومع ذلك، فقد تم انتقادها أيضًا بسبب انتهاكات حقوق النشر المحتملة ، ونقص التحرير لتصحيح العديد من الأخطاء التي تم إدخالها في النصوص الممسوحة ضوئيًا من خلال عملية التعرف الضوئي على الحروف.
هذه الأداة ما زالت في النطاق التجريبي وعلى الرغم من ذلك قاعدة البيانات مستمرة بالنمو بأكثر من مئات الآلاف من الكتب التي تضاف من قبل الناشرين والكُتّاب، وهناك ما يقرب من 10 الآف عمل يقع في النطاق العام تم إدارجهم في نتائج البحث. بالنسبة للكتب التي تقع في النطاق العام والمواد التي لا تخضع لحقوق المكلية فيمكن تنزيلها بصيغة نسق المستندات المنقولة (PDF). وبالنسبة للمستخدمين من خارج الولايات المتحدة فلابد لجوجل ان يتأكد أن العمل المطلوب لا يخضع لحقوق ملكية تحت قوانين محلية.
الكثير من الكتب تُمسح رقمياً باستخدام طريقة خاصة بجوجل أشبه بماسح الكتب الآلي حيث توضع الكتب داخل الآلة عن طريق عامل بشري ثم تُمسح (تحديداً، تستخدم كاميرا رقمية من على بعد) بمعدل ألف صفحة فيالساعة. ونظراً لسرعة المسح، فهذا يعوق فحص الصفحات الممسوحة بالإضافة إلى أنه هناك بعض الصفحات تُمسح بطريقة غير لائقة تجعلها غير ممكنة القراءة.
في عام 2006، لم تستطع جوجل ولا منافستها مايكروسوفت معرفة عدد الكتب التي قامت بمسحها. جوجل قالت أنها تقوم بمسح أكثر من 3 الآف كتاب يومياً مما يعني أنها تمسح أكثر من مليون كتاب سنوياً. في مارس 2007، أوردت صحيفة النيو يورك تايمز أن جوجل قد قامت بالفعل بمسح مليون إصدار رقمياً بما يقارب تكلفة 5 ملايين دولار أمريكي. في نوفمبر 2008، كان للمكتبة الافتراضية للكتب أكثر من سبعة ملايين كتاب ، مقابل 15 مليونًا في عام 2010، يمكن الرجوع إلى جزء منها فقط مباشرة من الموقع (3 ملايين في الولايات المتحدة).
في عام 2009، كانت هذه أكبر مجموعة نصية في العالم، وقد أدى تاريخها المضطرب إلى نشوب معارك قانونية مهمة ميزت عالم النشر وشكلت مشهد الكتاب الرقمي، في فرنسا والولايات المتحدة. - متحدون على وجه الخصوص.
اعتبارًا من أكتوبر 2015، كان عدد عناوين الكتب الممسوحة ضوئيًا أكثر من 25 مليونًا، لكن عملية المسح تباطأت في المكتبات الأكاديمية الأمريكية. قدرت جوجل في عام 2010 أن هناك حوالي 130 مليون عنوان مميز في العالم، وذكرت أنها تنوي مسح كل العناوين. في عام 2017 ، أصبحت أداة للبحث داخل النص، والتشاور بشأن الكتب عبر الإنترنت أو على جهاز محمول، وإنشاء مجموعات شخصية، وتنزيل كتب خالية من حقوق النشر. وهو أيضًا متجر لبيع الكتب عبر الإنترنت عبر متجر جوجل بلاي، وأداة للعثور على مكان استعارة نسخة من كتاب في المكتبة، ومورِد للمعلومات الإضافية (البيانات الوصفية) حول الأعمال. يعين اسم برنامج كتب جوجل بشكل عام عدة عناصر مميزة: خدمة البحث «بحث الكتب من جوجل» و«برنامج شركاء الكتب من جوجل» الذي يسمح للناشرين بتضمين أعمالهم أو عدم إدراجها في قاعدة بيانات جوجل، و«مشروع مكتبة كتب جوجل» الذي يجمع شراكات مع المكتبات.
في أكتوبر 2019، احتفلت جوجل بمرور 15 عامًا على إصدار «كتب جوجل»، وبأكثر من 40 مليون عنوان من الكتب الممسوحة ضوئيًا.

## تفاصيل
تظهر النتائج من كتب جوجل في كل من بحث جوجل العالمي وفي موقع الويب المخصص للبحث في كتب جوجل. استجابةً لطلبات البحث، تتيح كتب جوجل للمستخدمين عرض صفحات كاملة من الكتب التي تظهر فيها مصطلحات البحث إذا كان الكتاب خارج حقوق الطبع والنشر أو إذا مَنح مالك حقوق الطبع والنشر الإذن بذلك. إذا اعتقدت جوجل أن الكتاب لا يزال خاضعًا لحقوق الطبع والنشر، يرى المستخدم «مقتطفات» من النص حول مصطلحات البحث المطلوبة. تظهر جميع حالات مصطلحات البحث في نص الكتاب مع تمييز«أصفر».
مستويات الوصول الأربعة المستخدمة في كتب جوجل هي:
- عرض كامل : الكتب الموجودة في المجال العام متاحة «للعرض الكامل» ويمكن تنزيلها مجانًا. تتوفر أيضًا الكتب المطبوعة التي تم الحصول عليها من خلال برنامج الشركاء للعرض الكامل إذا كان الناشر قد أعطى الإذن، على الرغم من ندرة ذلك.
- معاينة: بالنسبة للكتب المطبوعة حيث تم منح الإذن، يقتصر عدد الصفحات القابلة للعرض على «معاينة» تم تعيينها بواسطة مجموعة متنوعة من قيود الوصول وإجراءات الأمان، بعضها يعتمد على تتبع المستخدم. عادة، يمكن للناشر تحديد النسبة المئوية للكتاب المتاح للمعاينة.[16] يُحظر على المستخدمين نسخ أو تنزيل أو طباعة معاينات الكتاب. تظهر علامة تقرأ «مادة محمية بحقوق الطبع والنشر» أسفل الصفحات. جميع الكتب التي تم الحصول عليها من خلال برنامج الشركاء متاحة للمعاينة.
- عرض المقتطف: يتم عرض «عرض مقتطف» - سطرين إلى ثلاثة أسطر من النص المحيط بمصطلح البحث الذي تم الاستعلام عنه - في الحالات التي لا تمتلك فيها جوجل إذنًا من مالك حقوق الطبع والنشر لعرض معاينة. قد يكون هذا بسبب عدم تمكن جوجل من تحديد المالك أو رفض المالك الإذن. إذا ظهرت عبارة بحث عدة مرات في كتاب، فإن جوجل لا تعرض أكثر من ثلاثة مقتطفات، وبالتالي تمنع المستخدم من مشاهدة الكثير من الكتاب. أيضًا، لا تعرض جوجل أي مقتطفات لبعض الكتب المرجعية، مثل القواميس، حيث يمكن أن يؤدي عرض حتى المقتطفات إلى الإضرار بسوق العمل. تؤكد جوجل أنه لا يلزم الحصول على إذن بموجب قانون حقوق النشر لعرض المقتطف.[17]
- بدون معاينة: يعرض جوجل أيضًا نتائج البحث عن الكتب التي لم يتم رقمنتها. نظرًا لأن هذه الكتب لم يتم مسحها ضوئيًا، فإن نصها لا يمكن البحث فيه ولا يمكن البحث إلا في البيانات الوصفية مثل العنوان والمؤلف والناشر وعدد الصفحات ورقم ISBN والموضوع ومعلومات حقوق النشر، وفي بعض الحالات، يكون جدول المحتويات وملخص الكتاب هو متاح. في الواقع، هذا مشابه لفهرس بطاقات المكتبة عبر الإنترنت.[18]

ردًا على الانتقادات الموجهة من مجموعات مثل جمعية الناشرين الأمركيين ونقابة المؤلفين، أعلنت جوجل عن سياسة إلغاء الاشتراك في أغسطس 2005، والتي من خلالها يمكن لمالكي حقوق الطبع والنشر تقديم قائمة بالعناوين التي لا يريدون مسحها ضوئيًا، وسوف يطلب الطلب أن تحترم. كما ذكرت الشركة أنها لن تقوم بمسح أي كتب محمية بحقوق الطبع والنشر بين أغسطس و1 نوفمبر 2005، لإتاحة الفرصة للمالكين لتحديد الكتب التي سيتم استبعادها من المشروع. وبالتالي، فإن لدى مالكي حقوق الطبع والنشر ثلاثة خيارات فيما يتعلق بأي عمل:
1. يمكنه المشاركة في برنامج الشركاء لإتاحة كتاب للمعاينة أو العرض الكامل، وفي هذه الحالة سيشارك في الإيرادات المتأتية من عرض الصفحات من العمل ردًا على استفسارات المستخدم.
2. يمكنه السماح لـ جوجل بمسح الكتاب ضوئيًا ضمن مشروع المكتبة وعرض المقتطفات ردًا على استفسارات المستخدم.
3. يمكنه إلغاء الاشتراك في مشروع المكتبة، وفي هذه الحالة لن تقوم جوجل بمسح الكتاب ضوئيًا. إذا تم مسح الكتاب ضوئيًا بالفعل، فستقوم جوجل بإعادة تعيين مستوى الوصول إلى «بدون معاينة».

لم تعد معظم الأعمال الممسوحة ضوئيًا مطبوعة أو متوفرة تجاريًا. بالإضافة إلى شراء الكتب من المكتبات، تحصل جوجل أيضًا على الكتب من شركائها الناشرين، من خلال «برنامج الشركاء» - المصمم لمساعدة الناشرين والمؤلفين على الترويج لكتبهم. يرسل الناشرون والمؤلفون إما نسخة رقمية من كتابهم بتنسيق كتاب النشر الإلكتروني (EPUB) أونسق المستندات المنقولة (PDF)، أو نسخة مطبوعة إلى جوجل، والتي يتم توفيرها على كتب جوجل للمعاينة. يمكن للناشر التحكم في النسبة المئوية للكتاب المتاح للمعاينة، بحد أدنى 20٪. يمكنهم أيضًا اختيار جعل الكتاب قابلاً للعرض بالكامل، وحتى السماح للمستخدمين بتنزيل نسخة PDF. يمكن أيضًا إتاحة الكتب للبيع على جوجل بلاي على عكس مشروع المكتبة، لا يثير هذا أي مخاوف بشأن حقوق النشر لأنه يتم إجراؤه وفقًا لاتفاقية مع الناشر. يمكن للناشر أن يختار الانسحاب من الاتفاقية في أي وقت.
بالنسبة للعديد من الكتب، تَعرض كتب جوجل أرقام الصفحات الأصلية. ومع ذلك، أشار (تيم باركس)، الذي كتب في مراجعة نيويورك للكتب في عام 2014، إلى أن جوجل توقفت عن توفير أرقام الصفحات للعديد من المنشورات الحديثة (على الأرجح تلك التي تم الحصول عليها من خلال برنامج الشركاء) «من المفترض أن تتحالف مع الناشرين، من أجل فرض على أولئك الذين يحتاجون إلى إعداد هوامش لشراء الإصدارات الورقية».

## التسلسل الزمني

### الأصول
كما يشير تاريخه الرسمي (في البداية، كان هناك كتب جوجل)، فإن المشروع هو جزء لا يتجزأ من جوجل لأنه تقريبا أصل إنشاء الشركة. في عام 1996، عمل مؤسسا الشركة (سيرجي برين ولاري بايج) في مشروع بحثي مدعوم من مشروع تقنيات المكتبة الرقمية في ستانفورد، بهدف التمكن في النهاية من بناء المكتبة الرقمية. يعتمد مشروعهم على مفهوم «زاحف الشبكة»، وهو روبوت قادر على فهرسة محتوى الكتب وتحليل الروابط بينها، وتحديد أهمية العمل ومستوى فائدته من خلال اقتباس أعمال أخرى تشير إليه.
هذا المشروع الذي يطورونه (يسمى باك راب) سيعمل كأساس لخوارزمية بيج رانك التي تدير محرك البحث.

### ولادة المشروع (2002/2003)
في عام 2002 (بالكاد بعد 4 سنوات من إنشاء الشركة)، وُلد مشروع «الكتب» بمبادرة من مجموعة صغيرة من الأشخاص، بما في ذلك لاري بايج وماريسا ماير (أحد مديري منتجات جوجل الأوائل). يعتمدون بشكل كبير على مشاريع الرقمنة الموجودة مسبقًا في جميع أنحاء العالم، والتي يزورونها: من بين أمور أخرى، مشروع مذكرات مكتبة الكونغرس، ومشروع جوتنبرج، ومشروع المليون كتاب، والمكتبة العالمية. درس لاري بيج أيضًا في جامعة ميشيغان، حيث ولدت مشاريع جايستور و«مايكينغ أوف أمريكا». هدفه الأول، في ضوء التقدم الذي تم إحرازه في ذلك الوقت، هو تقليل الوقت اللازم للرقمنة بشكل كبير: عندما يناقش السؤال مع رئيسة المكتبة ماري سو كولمان، تقدر أن الأمر سيستغرق ألف سنة لرقمنة مجلداته البالغ عددها 7 ملايين. حدد لاري بايج هدفًا للقيام بذلك في 6 سنوات. في عام 2003، طورت فرق جوجل مجموعة من التقنيات لمسح الكتب ضوئيًا دون الإضرار بجودتها، بمعدل أسرع بكثير من ذي قبل. في الوقت نفسه، يعمل مهندسو جوجل على طريقة تأخذ في الاعتبار الأحجام والخطوط والعيوب المختلفة للكتب المطبوعة في 430 لغة مختلفة.

### مشروع المحيط وطباعة جوجل (2004)
تم الإبلاغ عن الشائعات الأولى حول اختراق محرك البحث في مجال الكتب بشكل خاص من قبل صحيفة نيويورك تايمز في فبراير 2004، والتي تشير إلى جهود جوجل للعثور على مصادر جديدة للمعلومات للفهرسة، بخلاف المستندات. مخزنة بالفعل في تنسيق رقمي. في ديسمبر 2003، تم بالفعل إجراء تجارب مع الناشرين لفهرسة أجزاء من الأعمال والمراجعات والمعلومات الفهرسية الأخرى لجعلها متاحة عبر المتصفح.
تم ذكر المشروع السري تحت الاسم الرمزي «مشروع المحيط»، والذي سيقود الناس لفترة طويلة إلى الاعتقاد في امتداد الوظائف التي يوفرها جوجل إيرث، سيحدث هذا أخيرًا، ولكن تحت الاسم الرمزي «جوجل المحيط». واين روزينج، نائب رئيس قسم الهندسة في جوجل، هو الذي كان سيقود المفاوضات في جميع أنحاء العالم، مع التركيز في البداية على 12 دولة. لكن على وجه الخصوص مكتبة جامعة ستانفورد، التي تضم مجموعة من عدة ملايين من الأعمال الخالية من حقوق الطبع والنشر، والتي تم ذكرها على أنها أول مؤسسة شريكة للمشروع.
في 6 أكتوبر 2004، أعلنت جوجل عن إطلاق مبادرة تسمى «طباعة جوجل» في معرض فرانكفورت للكتاب. عند الإطلاق، انضم الناشرون في الولايات المتحدة والمملكة المتحدة إلى البرنامج: بلاكويل ، مطبعة جامعة كامبريدج، مطبعة جامعة شيكاغو، هوتون ميفلين، هايبريون، ماكجرو هيل، مطبعة جامعة أكسفورد، بيرسون، بينجوين بوكس، بيرسيوس، مطبعة جامعة برينستون، شبغنكا، تايلور وفرانسيس، طومسون ديلمار، وارنر بوكس. تعد هذه المبادرة جزءًا من السياق الأوسع لهدف جوجل المتمثل في تنظيم المعلومات في العالم وجعلها مفيدة وفي متناول الجميع.
في 14 كانون الأول (ديسمبر) 2004، أعلنت جوجل بعد ذلك عن عدة شراكات لمسح محتوى المجموعات من جامعات ميشيغان وهارفارد وستانفورد وأكسفورد ومكتبة نيويورك العامة. هذه الشراكة غير المسبوقة تسمى «مكتبة طباعة جوجل»، وتضع لنفسها هدفًا لرقمنة خمسة عشر مليون كتاب في عشر سنوات، بإجمالي 4.5 مليار صفحة وبتكلفة تقديرية تتراوح بين 150 و200 مليون دولار. في وقت الإعلان، سمح الناشرون الذين اتصلت بهم جوجل بالفعل بفهرسة 60.000 كتاب (مقارنة بـ 120.000 في نفس التاريخ لموقع آمازون)؛ لم يتم الإبلاغ عن أي تفاصيل حول تفاصيل عمليات الرقمنة. يتعلق الإعلان في البداية فقط بالأعمال الخالية من حقوق النشر (المنشورة قبل عام 1923) والتي اختارتها المكتبات نفسها.
في نهاية عام 2004، تم إطلاق جوجل سكولار أيضًا، مما يجعل من الممكن إجراء بحث حول المقالات العلمية أو الرسائل الجامعية أو الاستشهادات العلمية أو الكتب. بينما تجمع كتب جوجل قدرًا أكبر بكثير من المجلات، فإن عمليات المسح الخاصة بها لا تتضمن بيانات وصفية كافية للعثور على مقالات حول موضوعات محددة. لذلك طور منشئو الباحث العلمي برنامجهم الخاص لرقمنة المقالات (بالاتفاق مع المحررين).

### بحث الكتب من جوجل (2005)
في نوفمبر 2005، غيرت جوجل اسم خدمتها واختارت «بحث الكتب من جوجل». يتم إجراء الشراكات مع المكتبات تحت اسم مشروع مكتبة كتب جوجل.
في سبتمبر من نفس العام، وسعت جوجل برنامجها إلى الناشرين الفرنسيين. وقالت الشركة في بيان صحفي إنها «تحترم حقوق النشر وتعمل مع الناشرين 0 حماية أعمالهم». يختار الناشرون أنفسهم الأجزاء المراد عرضها من قبل المستخدمين (والتي يمكن أن تتراوح بين 20٪ و100٪) ويديرون محتواهم ويتتبعون عائداتهم الإعلانية ويرون أدائهم من خلال حساب طباعة جوجل الخاص بهم، دون أي تكلفة إضافية.
في أكتوبر 2005، الخدمة متاحة في عدة إصدارات محلية لأوروبا: فرنسا وألمانيا والنمسا وبلجيكا وإسبانيا وهولندا وإيطاليا معنية.

### الشراكات (2006)
الإعلان عن عدة شراكات مع الجامعات:
- في أغسطس مع نظام جامعة كاليفورنيا (34 مليون مجلد من بين 100 مكتبة يديرها) [29]؛
- في سبتمبر مع جامعة كومبلوتنس بمدريد (أول مكتبة لغة إسبانية تنضم إلى البرنامج)؛
- في أكتوبر مع جامعة ويسكونسن ماديسون ومكتبة مجتمع ويسكونسن التاريخية (معًا 7.2 مليون كتاب)[30] ؛
- في ديسمبر مع جامعة فيرجينيا (أكثر من 5 ملايين مجلد، وأكثر من 17 مليون مخطوطة وكتب نادرة ومحفوظات وجامعة برينستون (300000 كتاب)[31] ؛
- بالإضافة إلى ذلك، فإن المفاوضات جارية مع المكتبة الوطنية الفرنسية بهدف إقامة شراكة رقمنة (يتم تفسير تحول المكتبة بشكل أساسي من خلال التكاليف الكبيرة الناتجة عن العملية).

في 15 مارس 2006، ذكرت صحيفة لو دوفوار أن جوجل اتصلت بالناشرين في كيبيك، بما في ذلك مجموعة فيل- ماري، من أجل شراكة محتملة.

### تمديد وتطور الخدمة (2007)
الإعلان عن موجة جديدة من الشراكات الجامعية:
- في يناير، مع جامعة تكساس في أوستن (أكثر من مليون عمل من 13 موقعًا) ومكتبة كاتالونيا[33](بالإضافة إلى 4 مكتبات تابعة) في مارس، مع المكتبة البافارية الحكومية (أكثر من مليون عمل في المجال العام أو لم يتم نشره، باللغات الألمانية والفرنسية والإيطالية واللاتينية والإسبانية).[34]
- في مايو، مع مكتبة جامعة لوزان (100000 عمل خالٍ من حقوق الطبع والنشر من القرنين السابع عشر والتاسع عشر)، كانت أول مكتبة باللغة الفرنسية تنضم إلى المشروع أيضًا في مايو، مع مكتبة بويكنتورين (لأعمال القرن التاسع عشر، باللغتين الفرنسية والهولندية).[35]
- في يونيو، مع المكتبات الشريكة للجنة التعاون المؤسسي (10 ملايين كتاب في 6 سنوات)[36] وكذلك مع مكتبة غنت[37](300 ألف كتاب)
- في يوليو مع جامعة كيوو (أول مكتبة شريكة في اليابان، لمجموعة لا تقل عن 120.000 عمل في المجال العام).[38]
- في أغسطس، مع مكتبة جامعة كورنيل (لـ 500000 عمل، والملك العام والمحمية بحقوق النشر).[39]
- في ديسمبر، مع جامعة كولومبيا[40](المجال العام يعمل فقط)، لعقد لمدة 6 سنوات.

العملية هي نفسها في جميع الحالات تقريبًا: يتم إجراء المسح بواسطة جوجل دون أي تكلفة على المكتبة المعنية، ثم يتم تسليم نسخة إلى الأخيرة. أخيرًا، يتم إتاحة العمل للجمهور، عن طريق الدفع أو الوصول المجاني وفقًا لحقوق النشر المطبقة، ودمجها في نظام البحث الداخلي للمكتبة.
في الوقت نفسه، تمت إضافة ميزات جديدة إلى الخدمة التي تم تعديل واجهاتها (لا سيما الصفحة الرئيسية التي تقدم نصائح للقراءة):
- اعتبارًا من سبتمبر 2007، يمكن للمستخدمين مشاركة المقتطفات، والتي تظهر إما كصورة ممسوحة ضوئيًا أو كنص.[41]
- في نفس الشهر، تم إطلاق ميزة تسمى«مكتبتي»[42]، والتي تتيح للمستخدمين إنشاء مكتباتهم الشخصية الخاصة عن طريق تحديد مجموعة مختارة من الكتب التي يمكنهم تصنيفها ومراجعتها وتقييمها والتي يمكنهم أداء أبحاثا فيها .
- تتيح ميزة تسمى «الأماكن في هذا الكتاب» إمكانية العثور على كتب من أسماء الأماكن المذكورة في نص النص (لاحقًا، تم تنفيذ وظيفة عكسية في جوجل إيرث: يدخل المستخدم مكانًا ويجد الروابط التي تشير إليه).[43]
- تسمح لك «الممرات الشعبية» بالعثور على إشارة لجزء من جملة أو جملة كاملة من خلال مجموعة من الكتب.[44]
- أخيرًا، في كانون الثاني (يناير)، افتتح الفريق المسؤول عن كتب جوجل مدونة مخصصة للعلاقات العامة مع أمناء المكتبات[45]، لتوزيع محتوى رسالتها الإخبارية (ثم يتبعها أكثر من 30000 شخص)، ومقاطع فيديو، ومقالات، والإجابة على الأسئلة حول الخدمات.

في فبراير 2007، خلال حدث نظمته الرابطة الأمريكية لتقدم العلوم، أوضح لاري بيدج في مقابلة أن تطوير مشروع كتب جوجل هو جزء من منظور أوسع لبناء الذكاء اصطناعي من قبل جوجل، ويؤكد الصعوبات التي واجهتها المجموعة في مشروعها الرقمي على نطاق واسع.

### أول شراكة في فرنسا (2008)
- في فبراير: احتفلت جامعة ميتشيغان برقمنة مليون كتاب.[47]
- مايو: مايكروسوفت تقلص نطاق مشروع الرقمنة الخاص بها، والذي يتيح بعد ذلك الوصول إلى 750 ألف كتاب و80 مليون مقال في الصحف، وتخطط لوضع حد لذلك.[48] في 10 مايو، وقَّعت جوجل اتفاقية مع مركز المكتبة الرقمية على الإنترنت، والتي توفر بيانات وصفية ببليوغرافية من وورلد كات لاستخدامها في محرك البحث.[49] أطلقت جوجل أيضًا واجهة برمجة توفر روابط لأعمال كتب جوجل: رقم الكتاب المعياري الدولي ISBN ورقم الضبط في مكتبة الكونغرس ومركز المكتبة الرقمية على الإنترنت. يسمح بالاكتشاف ثنائي الاتجاه: يمكن لمستخدمي وورلد كات الربط بين الكتب التي اكتشفها جوجل من خلال رابط «الحصول على هذا الكتاب»، وإذا وجد المستخدم العادي كتابًا في كتب جوجل، فيمكنه أيضًا العثور على رابط للكتاب نحوالمكتبات المحلية عبر موقع وورلد كات.
- أكتوبر: توقيع الاتفاقية بين الناشرين وجوجل بعد عامين من المفاوضات[50]، الأمر الذي ترتب عليه تعويض مالي.
- تشرين الثاني (نوفمبر): تجاوزت جوجل حاجز 7 ملايين كتاب تم تحويلها رقميًا[51] بواسطة الشركة والناشرين الشركاء، بما في ذلك مليون كتاب في «وضع المعاينة الكاملة» ومليون عمل قابل للقراءة والتحميل بالكامل في المجال العام. خمسة ملايين من السبعة أعمال غير متوفرة تجاريًا (نفدت طبعاتها).
- كانون الأول (ديسمبر): أعلنت جوجل عن نيتها تضمين المجلات في كتب جوجل، بما في ذلك مجلة نيويورك ومجلة إبوني وبوبيلار ميكانكس.[52]

### الطباعة عند الطلب (2009)
يتميز عام 2009 بمرحلة دخول الكتاب الإلكتروني إلى السوق العامة في الولايات المتحدة ، وبالمحاولات الأولى لدمج كتب جوجل في العروض التجارية.
- شباط (فبراير): تم إصدار بحث الكتب من جوجل في إصدار محمول (وليس تطبيقًا) للهواتف الذكية.[54]
- في 20 مارس 2009، أعلنت شركة سوني عن دمج 500000 كتاب من كتب الملكية العامة المتاحة على كتب جوجل في قارئ سوني الخاص بها.[55]
- مايو: بمناسبة معرض بوك-إكسبو أمريكا في نيويورك، أعلنت جوجل عن نيتها إطلاق برنامج يسمح للناشرين ببيع النسخ الرقمية من أحدث كتبهم مباشرةً من جوجل.[56]
- أغسطس: أضافت جوجل خيارًا يسمح للمؤلفين والناشرين بإتاحة أعمالهم تحت المشاع الإبداعي في كتب جوجل[57]. الأعمال المعنية لها شعار على اللوحة اليسرى يشرح شروط إعادة استخدامها ومشاركتها.
- في الشهر نفسه، نشرت صحيفة تريبيون عنوان «كتب أونلاين»: جوجل فازت لتعلن أن المكتبة الوطنية الفرنسية قد يعهد أخيرًا إلى كتب جوجل برقمنة مقتنياتها. يبرر دينيس بروكمان (مدير المجموعات في المكتبة الوطنية الفرنسية) هذا التغيير في الإستراتيجية بتكلفة الرقمنة: بين 0.12 يورو و0.74 يورو للصفحة، أي ميزانية ضرورية من 50 إلى 80 مليون يورو لـ أموال الجمهورية الثالثة، مقارنة بـ 5 ملايين يورو المخصصة لغاليكا عبر المركز الوطني للكتاب. يتيح له عرض جوجل «التقدم أكثر وبشكل أسرع».[58] لا يؤيد جان نويل جيني هذا الرأي، حيث يحكم على أن التمويل ليس ضروريًا وأنه من الضروري منح الأفضلية للجودة بدلاً من الشمولية.[59]
- في 17 سبتمبر، أعلنت جوجل عن شراكة مع مطبعة إسيريسو لطباعة كتب خالية من حقوق النشر (أو مليوني كتاب) عند الطلب، باستخدام مطبعة إسيريسو.[60] يمكن للأخيرة، التي تُقوم بحوالي68 ألف يورو، إنتاج الكتب بسرعة غير مسبوقة ، تصل إلى 300 صفحة في أقل من 5 دقائق.[61] بالنسبة للكتاب، تبلغ تكاليف الطباعة 8 يورو في المتوسط، بما في ذلك 1 يورو لـمطبعة إسيريسو و1 يورو لـجوجل.
- في 3 سبتمبر 2009، أعلنت جوجل عن اتفاقية مع موقع كولربوكس (CoolerBooks) لتوزيع ما يقرب من مليون كتاب من كتب المجال العام ، إما من خلال الموقع نفسه عبر واجهة برمجة التطبيقات أو عبر قارئ كولر.[62]
- في 23 سبتمبر 2009، تم الإعلان عن اتفاقية بين تايم إنك وجوجل، والتي سمحت للأخيرة بإضافة أكثر من 1800 إصدار تاريخي من مجلة لايف إلى كتب جوجل (للفترة 1936-1972).[63][64] في المقابل، ترى مجلة لايف شعارها ملصقًا على كل صفحة مقدمة، بالإضافة إلى رابط إلى رسالتها الإخبارية. يمكن الوصول إلى محتويات أرشيفات لايف أيضًا من صور جوجل.
- خلال معرض فرانكفورت للكتاب، أعلنت جوجل عن نيتها إطلاق مكتبة رقمية في العام التالي، أطلق عليها اسم إصدارات جوجل[65]، والتي ستعمل مع نظام الدفع الداخلي الخاص بها جوجل تشك أوت. سيتم شراء كتاب رقمي على جوجل مباشرة من «كتب جوجل» أو على موقع الناشر المشارك في البرنامج أو من تاجر إلكتروني شريك. سيتم فهرسة جميع الكتب في محرك كتب جوجل، وسيتم تمويل الخدمة من خلال فرض عمولة تتراوح بين 37٪ و55٪ من السعر الإجمالي اعتمادًا على نوع الكتاب. في مقابلة مع لاتريبون، قال دايفيد دراموند (مدير التطوير والشؤون القانونية): «الهدف هو أن تكون قادرًا على شراء النسخة الرقمية من الكتاب أينما كنت، على موقع شريك، في محل لبيع الكتب، إلخ». أعلن أنه كان من المفترض أن تتوصل جوجل إلى اتفاق مع ناشرين أمريكيين بحلول نهاية العام، ويأمل أن يتم نقلها في كل مكان بالخارج.[66]

### إصداراتجوجل(2010)
في فرنسا، نُشر تقرير Tessier حول رقمنة التراث المكتوب في يناير، ويوصي بثلاث مسارات عمل: تغيير مقياس رقمنة الأعمال والطريقة التي تعمل بها، وإنشاء شراكة مع كتب جوجل والتي سيشمل تبادل الملفات الرقمية، دون حصرية على الملفات المتبادلة وإعادة إطلاق مشاريع الرقمنة الأوروبية (بالإضافة إلى مبادرة أوروبيانا). فريديريك ميتران (وزير الثقافة آنذاك) يتحدث في 13 كانون الثاني (يناير) في صحيفة لوموند عن التقرير، حيث يرى أن جوجل كانت «فاترة» للغاية في رغبتها في الحصول على رقمنة جزء من مقتنيات مكتبة فرنسا الوطنية: «لقد فتح الكثيرون له الباب بتوقيع اتفاقيات أجدها غير مقبولة. وهي تستند إلى السرية المفرطة، والاستثناءات المستحيلة، والبنود الشرطية حتى فيما يتعلق بحقوق النشر». إنه يعتقد أن غاليكا قد أحرزت تقدمًا وأنه بحاجة إلى تحسين. لأنه مقدر لها أن تصبح معادلة لكتب جوجل. مهما حدث ، فقد انتهى وقت التأخير.
في شباط (فبراير)، حدد التقرير الإعلامي للسيد يان جيلارد  أنه "بالوسائل الحالية للمكتبة الوطنية الفرنسية، سيستغرق الأمر حوالي 750 مليون يورو و375 عامًا لرقمنة جميع الأعمال. أما وفقًا للسيد برونو راسين، فإنه يمكن لـجوجل رقمنة جميع كتب المكتبة الوطنية الفرنسية في غضون 10 سنوات.
في يوم الأربعاء الموافق 10 مارس 2010، وقَّعت الدولة الإيطالية اتفاقية مع شركة جوجل في روما لرقمنة مليون مجلد (نشرت قبل عام 1860) ونشرها على الإنترنت، وهي تابعة لمكتبتي روما وفلورنسا. هذه هي المرة الأولى التي تحقق فيها الشركة الكاليفورنية مثل هذه النتيجة، والتي تتيح لها أيضًا الوصول إلى جميع المكتبات الوطنية في شبه الجزيرة الإيطالية.
أيار (مايو): أعلنت جوجل عن الإطلاق القادم لكشك رقمي يسمى «إصدارات جوجل»، قادر على منافسة أمازون وبارنس أند نوبل أو حتى أبل. بخلاف منافسيها، ستكون إصدارات جوجل متصلة بالإنترنت بالكامل ولن تحتاج إلى أي جهاز محدد لعرض الأعمال وشرائها (كما هو الحال مع أمازون كيندل ونوك وآي باد).
حزيران (يونيو): تجاوزت جوجل 12 مليون كتاب تم مسحها ضوئيًا. وقَّعت جوجل والمكتبة الوطنية النمساوية، يوم الثلاثاء 15 يونيو، اتفاقية تهدف إلى رقمنة 400 ألف عمل خالٍ من حقوق النشر، يبلغ مجموعها حوالي 120 مليون صفحة. في فرنسا، في الوقت نفسه، يخصص «القرض الكبير» 4.5 مليار يورو للرقمنة، بما في ذلك 750 مليون يورو لرقمنة المحتوى (الثقافي والتعليمي والعلمي).
تموز (يوليو): أعلنت كل من جوجل والمكتبة الملكية الهولندية عن توصلهما إلى اتفاق لرقمنة 160.000 عنوانا من الأعمال الهولندية من القرنين الثامن عشر والتاسع عشر. قد يتم تضمين الأموال الإيطالية والنمساوية والهولندية في أوروبيانا. تفتح كتب جوجل أيضًا أبوابها في إسرائيل، على أساس اتفاق مع الناشر كيتر يسمح لـجوجل بمسح مقتنياتها ولكن دون إتاحتها بالكامل للتنزيل.
آب (أغسطس): يقدر أحد مهندسي جوجل أنه تم نشر 880 864 129 كتابًا معروفًا في جميع أنحاء العالم (أو 4 مليارات صفحة رقمية و2 تريليون كلمة)، وأنه يمكن رقمنتها بحلول نهاية العقد.
كانون الأول (ديسمبر): تم إطلاق الكتب الإلكترونية من جوجل (الاسم الجديد لإصدارات جوجل) في الولايات المتحدة. تهدف الخدمة إلى أن تكون «مفتوحة» لأنه يمكن الوصول إليها من أي جهاز (الهواتف الذكية، والقارئات الإلكترونية، والكمبيوتر)، وتحتوي على «قارئ ويب» قريب من خدمات مثل جي ميل أو بيكاسا، بقدرات موسعة (اختيار الخط وحجمه، وضع الليل / النهار، تباعد الأحرف، حفظ التقدم التلقائي) وقابل للاستخدام مع حساب جوجل دون حد التخزين. كما يتم التخطيط لتطبيقات أندرويد وآي أو إس. يمكن الوصول إلى الكتب من جوجل متجر الكتب الإلكترونية، وستتواجد الخدمة مع خدمة كتب جوجل (يمكن للمستخدم بالتالي شراء كتاب اكتشفه هناك مباشرة). في البداية ، تم التخطيط للشراكات مع تجار التجزئة (بما في ذلك باولز وأليبريس وأعضاء جمعية بائعي الكتب الأمريكية)، ولكن في أبريل 2012 أعلنت الشركة عن نيتها إنهاء هذه الشراكات.

### الواجهة الجديدة (2011)
كجزء من الإصلاح الرسومي لخدماتها، تزود جوجل مشروع الكتب بواجهة جديدة. هذا يحرر المزيد من المساحة البيضاء على حساب عرض الكتب: بدقة 800 × 600 بكسل، ما يقرب من ثلثي الشاشة مشغولة بعناصر التنقل (ولا يخفي زر «ملء الشاشة» لا شريط التنقل ولا مربع البحث ، ولكن يخفي عنوان الكتاب).
- 20 يوليو: توقع جوجل شراكة مع بوترمور لجعل الموقع المخصص لعمل .ج. ك. رولينغ متوافقًا مع الكتب.[76]
- 20 ديسمبر: تم دمج الكتب مع جوجل كروم عبر تطبيق مخصص يسمح لك بقراءة الكتب بدون اتصال بالإنترنت - فقط في المتصفح الذي طورته الشركة.[77]

### جوجل بلاي (2012)
مارس: «إطلاق جوجل بلاي» ركز شراء الكتب الإلكترونية للجوال من جوجل على منصة واحدة. تقدم الخدمة «أكبر مجموعة مختارة من الكتب الرقمية» (4 ملايين عنوان)، وهي متاحة للاستشارة دون اتصال بالإنترنت بالإضافة إلى ميزات مثل مشاركة المقتطفات على الشبكات الاجتماعية (جوجل + على وجه الخصوص)، بشرط أن تكون مسجلا في حساب جوجل. في الولايات المتحدة، يصاحب الإطلاق أسبوع كامل من العروض الترويجية («7 أيام للعب») بأسعار منخفضة جدًا لمجموعة مختارة من المنتجات (لا سيما الأفلام المفضلة لفريق جوجل، بالإضافة إلى الكتب الإلكترونية بسعر 25 سنتًا).
تتجاوز كتب جوجل 20 مليون كتاب رقميا منذ عام 2004، تم رقمنة أكثر من 15 مليون كتاب من أكثر من 35000 ناشر و40 مكتبة و100 دولة و400 لغة.
في 27 يونيو، أصدرت جوجل جهازها اللوحي الخاص بها، أطلق عليه اسم نكسس 7، ويهدف إلى «الجمع بين أفضل ما في تجربة جوجل» والتركيز بشكل خاص على تصفح المحتوى: يتم تمييز فهارس الكتب والمجلات على الشاشة الرئيسية على الجهاز. ويوفر الخصم المؤقت رصيدًا بقيمة 25 دولارًا للإنفاق على متجر بلاي. بفضل عمر البطارية الذي يتراوح من 8 إلى 10 ساعات، يستهلك جهاز نكسس 7 الكثير من القارئ الإلكتروني ويتنافس مع المنتجات الهجينة مثل كيندل فاير.
في 25 سبتمبر، يتضمن تطبيق كتب جوجل لنظام أندرويد وظائف جديدة: فهو يسمح على وجه الخصوص بالبحث عن معلومات حول الأماكن المذكورة في الكتب عبرخرائط جوجل، للعثور بسرعة على تعريف كلمة، لترجمة الجمل أو أجزاء نص أو تمييز النص وتدوين الملاحظات.
في 18 ديسمبر، يدمج تطبيق الكتب لنظام أندرويد ميزة «القراءة بصوت عالٍ» التي تتيح لك الاستماع إلى النص الذي تتم استشارته، تتم أيضًا إضافة قرصة للتكبير والنقر المزدوج. بالإضافة إلى ذلك، أصبحت وظائف محرر النصوص قابلة للتطبيق الآن على التعليقات التوضيحية، وتظهر التوصيات الشخصية في نهاية الكتب والمكتبات.

### اتفاقية مع لجنة التعاون المؤسسي (2013)
في 7 فبراير، وقعت جوجل اتفاقية مع لجنة التعاون المؤسسي (CIC)، وهو اتحاد 10 جامعات أمريكية ، والذي سيضيف في النهاية ما يقرب من 50000 عنوان إضافي إلى فهرس كتب جوجل. وستكون الخلفية متاحة أيضًا من خلال هاتيتروست.

### 2019
في فبراير 2019، كشف معرض سكان أوبس (Scan Ops) لأندرو نورمان ويلسون عن العمل اليدوي لموظفي إدخال البيانات الذين يتنقلون عبر صفحات الأجهزة لمسح الكتب ضوئيًا لـجوجل. إنهم يعملون بسرعة كبيرة بحيث يتم فحص أيديهم وأصابعهم في بعض الأحيان. تشهد هذه الصور على الفجوة بين تجربة كتب جوجل وإنتاجها.

## مسح الكتب

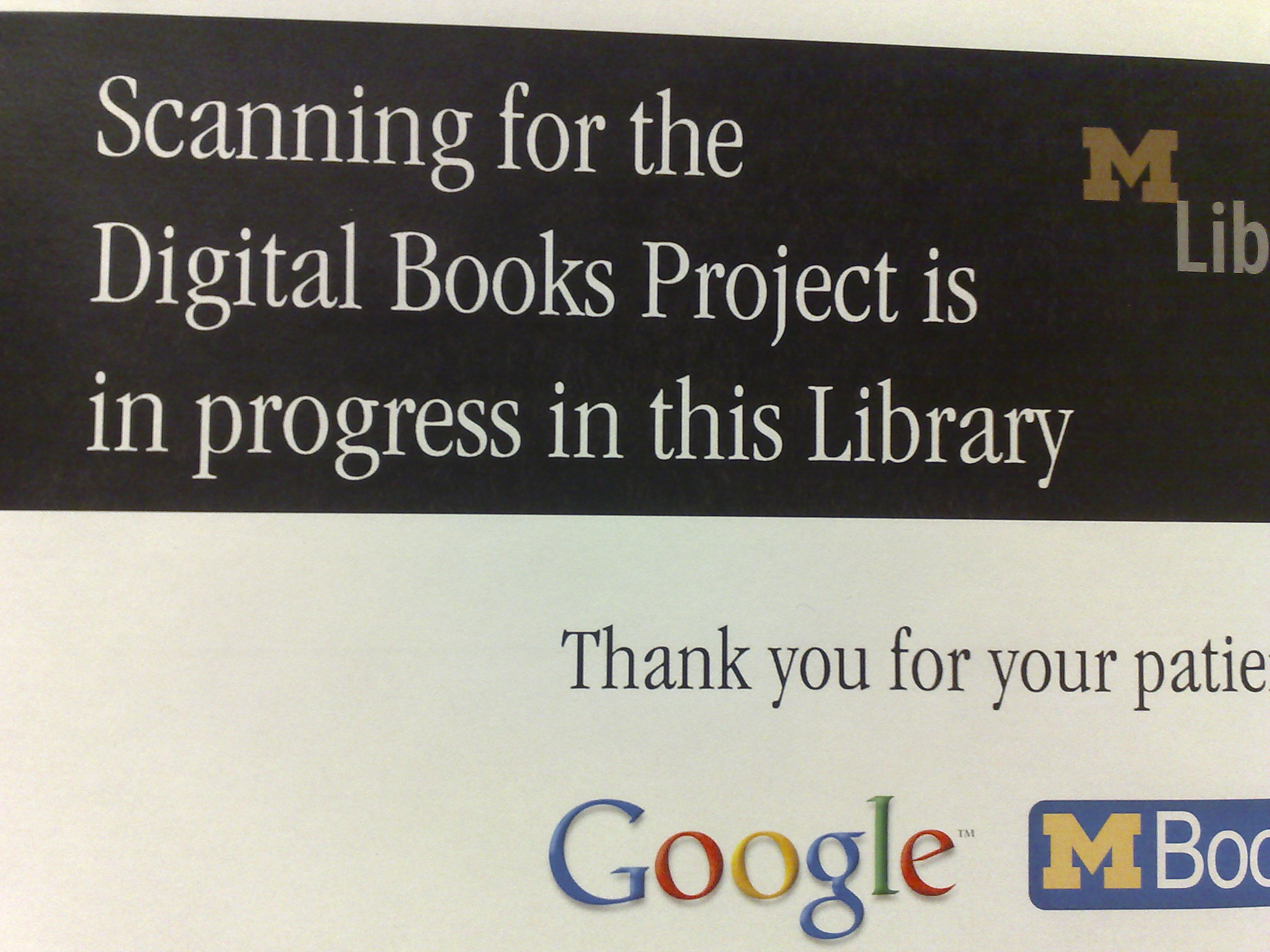
بحث الكتب من جوجل - لوحة الملاحظات في مكتبة جامعة ميشيغان.

عندما بدأ لاري بيدج وماريسا ماير في تجربة المسح الضوئي للكتب في عام 2002 ، استغرق الأمر 40 دقيقة لرقمنة كتاب من 300 صفحة. ولكن بعد فترة وجيزة من تطوير التكنولوجيا إلى الحد الذي يمكن فيه لمشغلي المسح الضوئي مسح ما يصل إلى 6000 صفحة في الساعة. أنشأت جوجل مراكز مسح ضوئي مُخصصة تم نقل الكتب إليها بالشاحنات. يمكن للمحطات أن تقوم بالرقمنة بمعدل 1000 صفحة في الساعة. تم وضع الكتب في مهد ميكانيكي مصمم خصيصًا لضبط ظهر الكتاب في مكانه للمسح الضوئي. تم استخدام مجموعة من الأضواء والأدوات البصرية - بما في ذلك أربع كاميرات، اثنتان موجهتان لكل نصف الكتاب، وجهاز تحديد المدى ليدار الذي غطى شبكة ليزر ثلاثية الأبعاد على سطح الكتاب لالتقاط انحناء الورق. يقوم عامل بشري بقلب الصفحات يدويًا وتشغيل الكاميرات من خلال دواسة القدم. تم جعل النظام فعالاً حيث لم تكن هناك حاجة لتسوية صفحات الكتاب أو مواءمتها بشكل مثالي. تم العمل على الصور الخام بواسطة خوارزميات إزالة الالتواء التي استخدمت بيانات ليدارلمعالجتها. تم تطوير برنامج التعرف الضوئي على الرموز لمعالجة الصور الأولية إلى نص. تم إنشاء خوارزميات أيضًا لاستخراج أرقام الصفحات والحواشي السفلية والرسوم التوضيحية والمخططات. يتم مسح العديد من الكتب ضوئيًا باستخدام كاميرا ألفل Elphel) 323) المخصصة بمعدل 1000 صفحة في الساعة. كشفت براءة اختراع منحت لشركة جوجل في عام 2009 أن جوجل قد توصلت إلى نظام مبتكر لمسح الكتب ضوئيًا يستخدم كاميرتين وضوء الأشعة تحت الحمراء لتصحيح انحناء الصفحات في الكتاب تلقائيًا. من خلال إنشاء نموذج ثلاثي الأبعاد لكل صفحة ثم «إزالة الالتواء»، يمكن لـجوجل تقديم صفحات ذات مظهر مسطح دون الحاجة إلى جعل الصفحات مسطحة بالفعل، الأمر الذي يتطلب استخدام طرق مدمرة مثل فك التجليد أو ألواح زجاجية بشكل فردي لتسطيح كل صفحة، وهو أمر غير فعّال للمسح على نطاق واسع.

## وظائف الموقع
يحتوي كل كتاب في كتب جوجل يحتوي على صفحة «نظرة عامة»، تعرض معلومات تحليلية مثل خريطة الكلمات للكلمات والعبارات الأكثر استخدامًا وقائمة بالمقالات العلمية والكتب الأخرى التي تستشهد بالكتاب وجداول المحتوى وما إلى ذلك. على الرغم من استخدام بيانات من مصادر خارجية في بعض الأحيان يمكن أيضًا عرض ملخص الكتاب في بعض الحالات. يتم عرض المعلومات الببليوغرافية أيضًا والتي يمكن تصديرها كاستشهاد بتنسيقات قياسية. يمكن للمستخدمين المسجلين الذين قاموا بتسجيل الدخول بحساباتهم على جوجل نشر مراجعات للكتب. تعرض كتب جوجل أيضًا التعليقات من جود ريدز جنبًا إلى جنب مع هذه المراجعات. تتيح الخدمة الربط بالكتب باستخدام أرقام تسجيل الكتاب المعياري الدولي (ISBN) أو رقم الضبط في مكتبة الكونغرس أو مركز المكتبة الرقمية على الإنترنت.
يمكن للمستخدمين الذين قاموا بتسجيل الدخول باستخدام حساب جوجل إنشاء «مكتبة» مخصصة من الكتب، يتم تنظيمها باستخدام «أرفف الكتب»، والتي يمكن أيضًا عرضها للجمهور.

## عارض جوجل «ن ـ غرام»

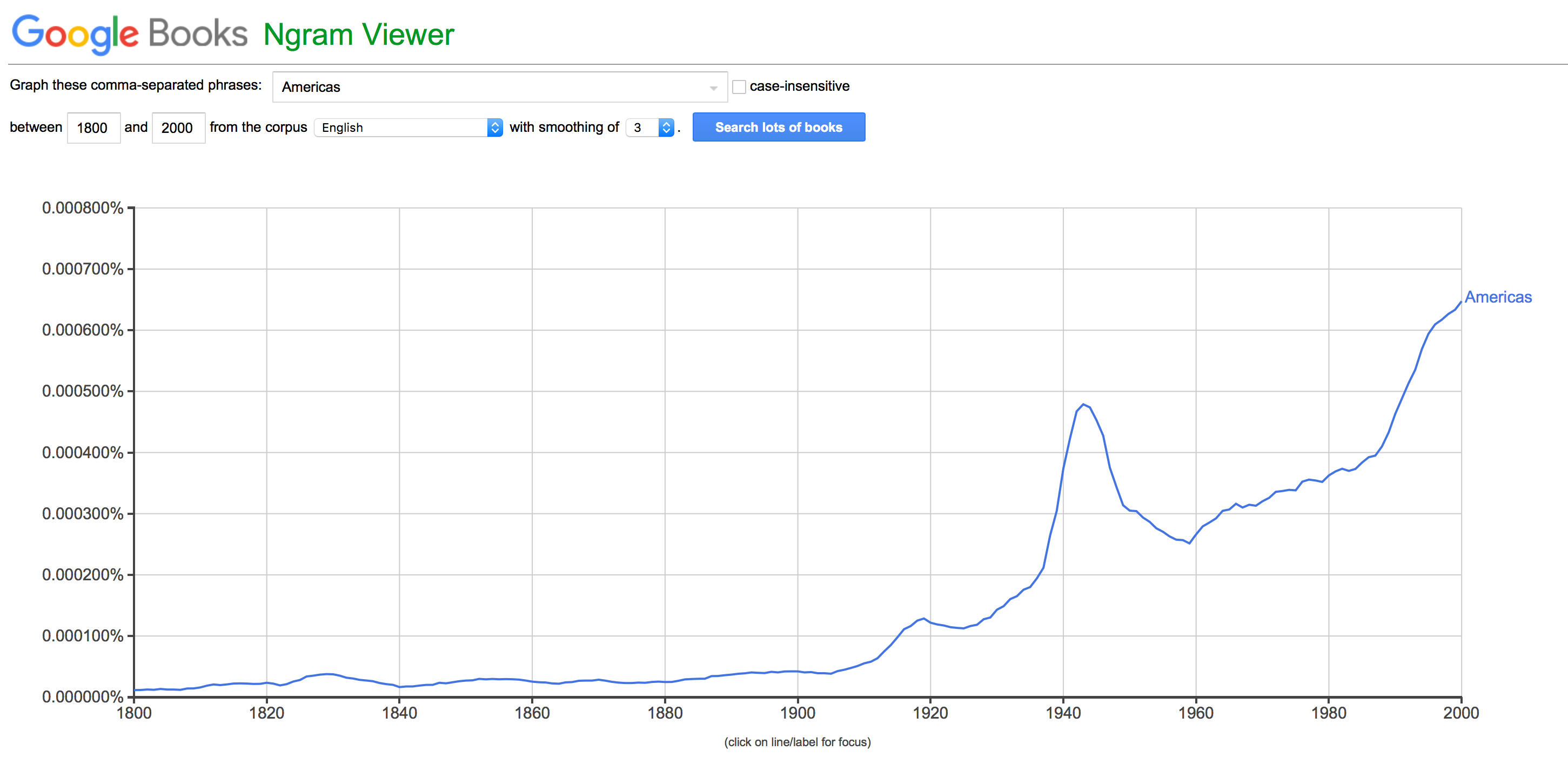
جوجل "ن ـ غرام".

عبارة عن خدمة متصلة بكتب جوجل ترسم الرسوم البيانية لتكرار استخدام الكلمات عبر مجموعة كتبهم. الخدمة مهمة للمؤرخين واللغويين لأنها يمكن أن توفر نظرة من الداخل إلى الثقافة البشرية من خلال استخدام الكلمات عبر الفترات الزمنية. تعرض هذا البرنامج للنقد بسبب أخطاء في البيانات الوصفية المستخدمة في البرنامج.
العارض هو محرك بحث عبر الإنترنت يرسم ترددات أي مجموعة من سلاسل البحث باستخدام عدد سنوي من «ن ـ غرام» الموجودة في المصادر المطبوعة بين 1500 و2019 في مجموعة نصوص جوجل باللغات الإنجليزية، الصينية (المبسطة)، الفرنسية، الألمانية، العبرية، الإيطالية، الروسية، أو الإسبانية. هناك أيضًا بعض الهيئات المتخصصة في اللغة الإنجليزية ، مثل الإنجليزية الأمريكية والإنجليزية البريطانية والرواية الإنجليزية. يمكن للبرنامج البحث عن كلمة أو عبارة ، بما في ذلك الأخطاء الإملائية أو أجزاء من الكلام وأحرف البدل. تتم مطابقة «ن ـ غرام» مع النص داخل المجموعة المحددة ، واختيارياً باستخدام تهجئة حساسة لحالة الأحرف، وإذا وجدت في 40 كتابًا أو أكثر ، يتم عرضها كرسم بياني.

## قضايا المحتوى والنقد
تلقى المشروع انتقادات بأن هدفه المعلن المتمثل في الحفاظ على الأعمال اليتيمة والتي نفدت طباعتها معرض للخطر بسبب البيانات الممسوحة ضوئيًا التي تحتوي على أخطاء وعدم حل هذه المشكلات.

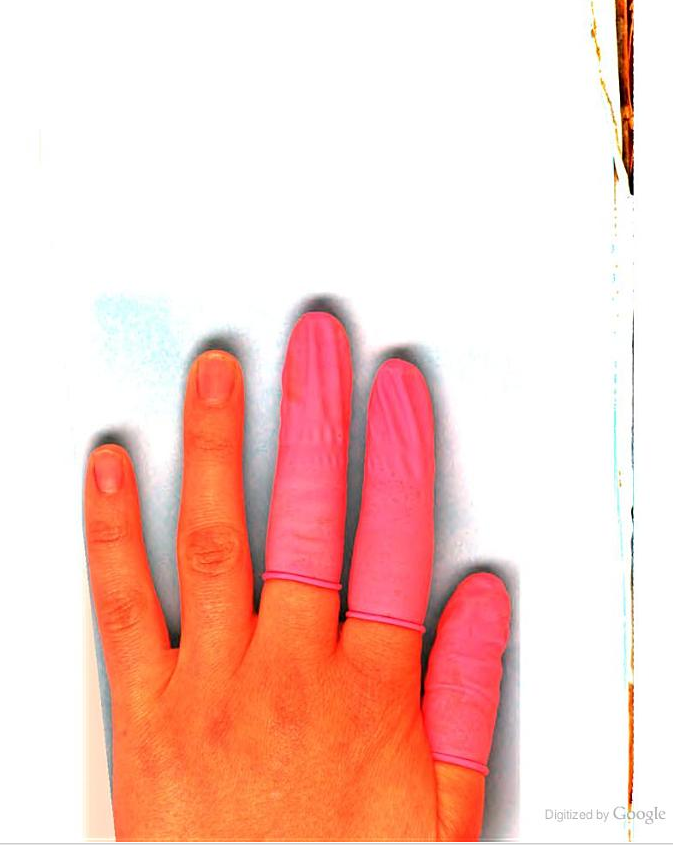
يد تم مسحها ضوئيًا في كتب جوجل.

يمكن للمستخدمين الإبلاغ عن الأخطاء في الكتب الممسوحة ضوئيًا من خلال روابط حددتها شركة غوغل

### فحص الأخطاء
يد تم مسحها ضوئيًا في كتاب جوجل عملية المسح عرضة للأخطاء. على سبيل المثال ، قد تكون بعض الصفحات غير قابلة للقراءة أو مقلوبة أو بترتيب خاطئ. حتى أن العلماء أبلغوا عن وجود صفحات مجعدة ، وإخفاء الإبهام والأصابع ، وتلطيخ الصور أو عدم وضوحها. حول هذه المسألة، جاء إعلان من جوجل في نهاية الكتب الممسوحة ضوئيًا: تعتمد الرقمنة في المستوى الأساسي على صور صفحات الكتب المادية. لإتاحة هذا الكتاب كملف بتنسيق كتاب النشر الإلكتروني، أخذنا صور الصفحات واستخرجنا النص باستخدام تقنية التعرف الضوئي على الأحرف. يعد استخراج النص من صور الصفحة مهمة هندسية صعبة. يمكن أن تؤدي اللطخات على صفحات الكتب المادية والخطوط الفاخرة والخطوط القديمة والصفحات الممزقة وما إلى ذلك إلى أخطاء في النص المستخرج.
اعتبارًا من عام 2009 ، صرحت جوجل أنها ستبدأ في استخدام ري كابتشا (re CAPTCHA) للمساعدة في إصلاح الأخطاء الموجودة في عمليات مسح كتب جوجل. ستعمل هذه الطريقة فقط على تحسين الكلمات الممسوحة ضوئيًا التي يصعُب التعرف عليها بسبب عملية المسح ولا يمكنها حل أخطاء مثل الصفحات التي تم تحويلها أو الكلمات المحظورة.

### أخطاء في البيانات الوصفية
أبلغ العلماء بشكل متكرر عن أخطاء مُتفشية في معلومات البيانات الوصفية على كتب جوجل - بما في ذلك المؤلفين الذين أخطأوا في الوصف والتواريخ الخاطئة للنشر. لاحظ عالم اللغة جيوفري نونبيرغ الذي يبحث في التغييرات في استخدام الكلمات بمرور الوقت أن البحث عن الكتب المنشورة قبل عام 1950 والتي تحتوي على كلمة «إنترنت» قد أدى إلى 527 نتيجة غير مرجحة. ورد ذكر وودي آلن في 325 كتابا نشر ظاهريا قبل ولادته. ردت جوجل على جيوفري نونبيرغ من خلال إلقاء اللوم في معظم الأخطاء على المقاولين الخارجيين.
تتضمن أخطاء البيانات الوصفية الأخرى التي تم الإبلاغ عنها تواريخ النشر قبل ولادة المؤلف (على سبيل المثال، 182 عملًا لتشارلز ديكنز قبل ولادته في عام 1812)؛ تصنيفات غير صحيحة للموضوعات (وجدت نسخة من موبي ديك تحت عنوان «أجهزة الكمبيوتر»، وهي سيرة ذاتية لماي ويست مصنفة تحت عنوان «ديني»)، وتصنيفات متضاربة (10 إصدارات من ويتمان لأوراق العشب تم تصنيفها على أنها «خيالية» و«واقعية») تم تهجئة العناوين والمؤلفين والناشرين بشكل غير صحيح (موبي ديك: أو «الجدار الأبيض»)، والبيانات الوصفية لكتاب واحد ملحقة بشكل غير صحيح بكتاب مختلف تمامًا (البيانات الوصفية لعمل رياضي عام 1818 تؤدي إلى رواية رومانسية عام 1963).
تم إجراء مراجعة لعناصر البيانات الوصفية للمؤلف والعنوان والناشر وسنة النشر لـ 400 سجل تم اختيارها عشوائيًا في كتب جوجل. أظهرت النتائج أن 36٪ من الكتب التي تم أخذ عينات منها في مشروع الرقمنة تحتوي على أخطاء في البيانات الوصفية. معدل الخطأ هذا أعلى مما يتوقعه المرء في فهرس مكتبة نموذجي على الإنترنت.
يشير معدل الخطأ الإجمالي البالغ 36.75٪ الموجود في هذه الدراسة إلى أن البيانات الوصفية لكتب جوجل بها معدل خطأ مرتفع. في حين أن الأخطاء «الرئيسية» و«الثانوية» هي تمييز ذاتي قائم على مفهوم غير محدد إلى حد ما لـ «إمكانية العثور»، فإن الأخطاء الموجودة في عناصر البيانات الوصفية الأربعة التي تم فحصها في هذه الدراسة يجب اعتبارها جميعها كبيرة.
أخطاء البيانات الوصفية التي تستند إلى التواريخ الممسوحة ضوئيًا غير صحيحة تجعل البحث باستخدام قاعدة بيانات مشروع كتب جوجل أمرًا صعبًا. أظهرت جوجل اهتمامًا محدودًا فقط بإزالة هذه الأخطاء.

## شركاء المكتبات

### جامعة هارفارد، مكتبة جامعة هارفارد[106]
- أجرت مكتبة جامعة هارفارد وجوجل تجربة تجريبية طوال عام 2005. واستمر المشروع بهدف زيادة الوصول إلى الإنترنت إلى مقتنيات مكتبة جامعة هارفارد والتي تضم أكثر من 15.8 مليون مجلد.
- بينما يقتصر الوصول المادي إلى مواد مكتبة هارفارد عموماً على طلاب جامعة هارفارد الحاليين وأعضاء هيئة التدريس والباحثين أو الباحثين الذين يمكنهم القدوم إلى كامبريدج، فقد تم تصميم مشروع لتمكين أعضاء مجتمع Harvard - Google والمستخدمين من كل مكان من اكتشاف أعمال مجموعة كتب هارفارد.

### جامعة ميشيغان، مكتبة جامعة ميشيغان.[107]
- اعتبارًا من مارس 2012، تم مسح 5.5 مليون مجلد.

### مكتبة نيويورك العامة.
- في هذا البرنامج التجريبي، تعمل NYPL[108] مع جوجل لتقديم مجموعة من كتب الملكية العامة الخاصة بها، والتي سيتم مسحها ضوئيًا بالكامل وإتاحتها مجانا للجمهور في الإنترنت. سيتمكن المستخدمون من البحث وتصفح النص بالكامل لهذه الأعمال. عند اكتمال عملية المسح الضوئي، يمكن الوصول إلى الكتب من موقع مكتبة نيويورك العامة على الويب ومن محرك البحث جوجل.

### شركاء إضافيون
انضم شركاء مؤسسيون آخرون إلى المشروع منذ الإعلان عن الشراكة لأول مرة :
- المكتبة الوطنية النمساوية.
- مكتبة ولاية بافاريا.
- مكتبة بلدية ليون.
- جامعة كولومبيا، نظام مكتبات جامعة كولومبيا.
- جامعة كومبلوتنسي بمدريد.
- جامعة كورنيل، مكتبة جامعة كورنيل.
- جامعة غينت، مكتبة جامعة غينت / بويكنتورن.
- مكتبة كاتالونيا الوطنية، مكتبة كاتالونيا.
- جامعة برينستون، مكتبة جامعة برينتون.
- جامعة كاليفورنيا، المكتبة الرقمية كاليفورنيا.
- جامعة لوزان، كانتون، ومكتبة جامعة لوزان.
- جامعة ميسور، مكتبة جامعة ميسور.
- جامعة تكساس في أوستن، مكتبات جامعة تكساس.
- جامعة فيرجينيا ، مكتبة جامعة فيرجينيا.
- جامعة ويسكونسن ماديسون، مكتبات جامعة ويسكونسن.

## الخدمات المنافسة
تتنافس العديد من الخدمات مع كتب جوجل على مستويات مختلفة:
- أمازون هو المنافس الرئيسي لشركة جوجل في مجال الكتب الإلكترونية، حيث يحتوي على فهرس رقمي يضم أكثر من مليون كتاب (بما في ذلك 80000 باللغة الفرنسية).[109] كان من المقرر أيضًا إطلاق الكتب كاستجابة لظهور هذه الشركة في القطاع [110] (تشهد وثيقة داخلية في ذلك الوقت على وجه الخصوص، والتي تعلن: «نريد أشخاصًا يبحثون على الويب ومهتمين تأتي محتويات الكتب إلى جوجل وليس أمازون.»[111]).
- أرشيف الإنترنت هي منظمة غير ربحية تقوم بمسح أكثر من 1000 كتاب يوميًا، وتوفر مرايا لكتب من كتب جوجل ومصادر أخرى. في مايو 2011، استضافت أكثر من 2.8 مليون كتاب في المجال العام (مقابل مليون كتاب لكتب جوجل). أدرجت شقيقتها الصغيرة المكتبة المفتوحة حتى الآن 80 ألف كتاب تم مسحها ضوئيًا وشرائها من قبل زوار 150 مكتبة.
- في نهاية عام 2006، مولت مايكروسوفت رقمنة 300000 كتاب لإنشاء «كتب البحث المباشر». استمر المشروع حتى مايو 2008، وبعد ذلك أصبحت الكتب متاحة مجانًا من خلال أرشيف الإنترنت.
- أدارت هاتيتروست مكتبة هاتيتروست الرقمية منذ 13 أكتوبر 2008، والتي تحافظ على المستندات التي تم مسحها ضوئيًا بواسطة جوجل وتوفر الوصول إليها، وبعض الكتب من أرشيف الإنترنت، وبعض الأعمال الممسوحة ضوئيًا محليًا بواسطة المؤسسات الشريكة. في مايو 2010، جمعت 6 ملايين مجلد، بما في ذلك أكثر من مليون مجلد في المجال العام. في مارس 2013، كان الرقم الإجمالي 10.6 مليون مجلد رقمي، في مارس 2015 13.2 مليون.
- تشيرأوروبيانا إلى أكثر من 54 مليون وثيقة رقمية في عام 2017[112]، وتتضمن مقاطع فيديو وصور ولوحات وملفات صوتية وخرائط ومخطوطات وكتب مطبوعة وصحف من آخر 2000 عام من التاريخ الأوروبي، من أكثر من 1000 عام أرشيفات الاتحاد الأوروبي.
- يشير غاليكا، وهو مشروع تابع لمكتبة فرنسا الوطنية، إلى أكثر من 2,100,000 كتاب وصحيفة ومخطوطة وخرائط وما إلى ذلك. تأسست في عام 1997، تستمر المكتبة الرقمية في التوسع بمعدل يقارب 15000 وثيقة جديدة شهريًا. منذ نهاية عام 2008، أصبح معظمها متاحًا في شكل صور ونصوص، غالبًا باللغة الفرنسية.

بينما قامت كتب جوجل برقمنة أعداد كبيرة من إصدارات المجلة السابقة، فإن عمليات المسح الخاصة بها لا تتضمن البيانات الوصفية المطلوبة لتحديد مقالات معينة في قضايا محددة. وقد أدى ذلك إلى قيام صانعي الباحث العلمي ببدء برنامجهم الخاص لرقمنة واستضافة مقالات المجلات القديمة (بالاتفاق مع ناشريهم).

## وصلات خارجية
- الموقع الرسمي